# Artodiscidae
 (mars 2025).
Famille
Les Artodiscidae sont l'unique famille d'amibes de l’ordre des Artodiscida (classe des Variosea).

## Étymologie
Le nom de la famille vient du genre type Artodiscus, dérivé du grec άρτος / ártos « pain », et δισκος / diskos, « disque », littéralement « disque de pain », en référence au corps de cette abime dont Penard justifie ainsi le nom : « Le corps extraordinairement plastique ressemble à un morceau de pâte, ce qui m'a incité à donner son nom au genre ».

## Description
L'espèce type Artodiscus saltans se présente sous la forme d'une coquille constituée d'une membrane souple, sphérique à polyédrique, recouverte de très petits grains de différentes sortes. Son noyau est excentré, finement granulé avec un petit nucléole. Entre 7 et 12 projections se déplacent lentement, ressemblant à des filopodes (pseudopodes filaires) ou à des cils, s'étendent à travers les pores de l'enveloppe ; la base de ces projections est épaissie. Lors de la locomotion normale, la cellule a un filopode de tête avec deux filopodes de queue, en forme de « Y ». Ces trois filopodes ne bougent pratiquement pas ; les autres filopodes se déplacent comme des flagelles, en effectuant des mouvements d'aviron. Cet Artodiscus mesure entre 13 et 40 µm.

## Habitat
L'espèce type Artodiscus saltans vit en eau douce ou saumâtre. Dans les sédiments des fossés, des lacs et des rivières. Elle a également été signalé dans un pâturage inondé. Certains auteurs ont collecté cette espèce dans des eaux courantes claires.

## Liste des genres
Selon IRMNG (2 mars 2025) :
- Artodiscus Penard, 1890 genre type
  - Espèce type : Artodiscus saltans Penard, 1890
- Tetracilia A. Valkanov, 1970

## Systématique
Le nom valide de ce taxon est Artodiscidae Cavalier-Smith, 2012.